# Джардін-де-Сан-Джуліан (Техас)
Джардін-де-Сан-Джуліан (англ. Jardin de San Julian) — переписна місцевість (CDP) в США, в окрузі Старр штату Техас. Населення — 23 особи (2020).

## Географія
Джардін-де-Сан-Джуліан розташований за координатами 26°31′31″ пн. ш. 99°5′59″ зх. д. / 26.52528° пн. ш. 99.09972° зх. д. (26.525375, -99.099851).  За даними Бюро перепису населення США в 2010 році переписна місцевість мала площу 0,04 км², уся площа — суходіл.

## Демографія
Згідно з переписом 2010 року, у переписній місцевості мешкали 22 особи в 6 домогосподарствах у складі 6 родин. Густота населення становила 546 осіб/км².  Було 7 помешкань (174/км²).
Расовий склад населення:
| - 100,0 % — білих |

До двох чи більше рас належало 0,0 %. Частка іспаномовних становила 100,0 % від усіх жителів.
За віковим діапазоном населення розподілялося таким чином: 27,3 % — особи молодші 18 років, 63,6 % — особи у віці 18—64 років, 9,1 % — особи у віці 65 років та старші. Медіана віку мешканця становила 29,0 року. На 100 осіб жіночої статі у переписній місцевості припадало 69,2 чоловіків;  на 100 жінок у віці від 18 років та старших — 77,8 чоловіків також старших 18 років.
За межею бідності перебувало 100,0 % осіб, у тому числі 100,0 % дітей у віці до 18 років та 100,0 % осіб у віці 65 років та старших.
Цивільне працевлаштоване населення становило 0 осіб. 